# Marigje Arriens
Marigje Arriens (of: Marichgen Ariaensdr) (Poederoijen, ±1520 - Schoonhoven, 18 december 1591) was een kruidenvrouwtje uit Schoonhoven dat als vermeende heks voor kwaadaardige toverij werd veroordeeld, waarna zij op de brandstapel eindigde.
Over waarom de zeventigjarige vrouw van toverij werd beticht verschillen de meningen. Volgens het ene verhaal zou zij zijn aangeklaagd door een ontevreden patiënt. Volgens een ander verhaal zou zij zijn bespied door een jongetje. Volgens het vonnis zou zij het kind aangeraakt hebben, waarna zijn hoofdhaar gekrompen was. Onder tortuur legde zij een bekentenis af, waarin zij toegaf dat de duivel haar twee keer had bezocht. Zij beschreef hem als een lange man, gekleed in het zwart die zich 'Heijnken' liet noemen. Hij beloofde haar in haar armoede te helpen als zij God zou loochenen en zich aan hem overgaf. Na zijn vertrek vond ze een goudstuk op haar bed en met een potje zalf, dat hij haar had gegeven, maakte ze mensen ziek die haar kwaad wilden doen. Nadat zij schuldig was bevonden aan toverij, werd zij voor het stadhuis genadiglyk gewurgd ende daarna tot asch verbrand.
In 1991 is in Schoonhoven een plaquette geplaatst op de stenen brug. In het stadhuis wordt een replica bewaard van haar kruidenbuiltje.

## Niet de laatste in Holland
Lang werd aangenomen dat zij de laatste vrouw in het gewest Holland was die ter dood werd veroordeeld vanwege toverij. Dit berust op een misverstand, omdat niet 1597 maar 1591 het jaartal is van haar dood. Bovendien werd in 1608 Anna Muggen in Gorinchem tot de brandstapel veroordeeld wegens toverij.